# Nyctemera pellex
Nyctemera pellex là một loài bướm đêm thuộc phân họ Arctiinae, họ Erebidae.